# حاج (إسلام)

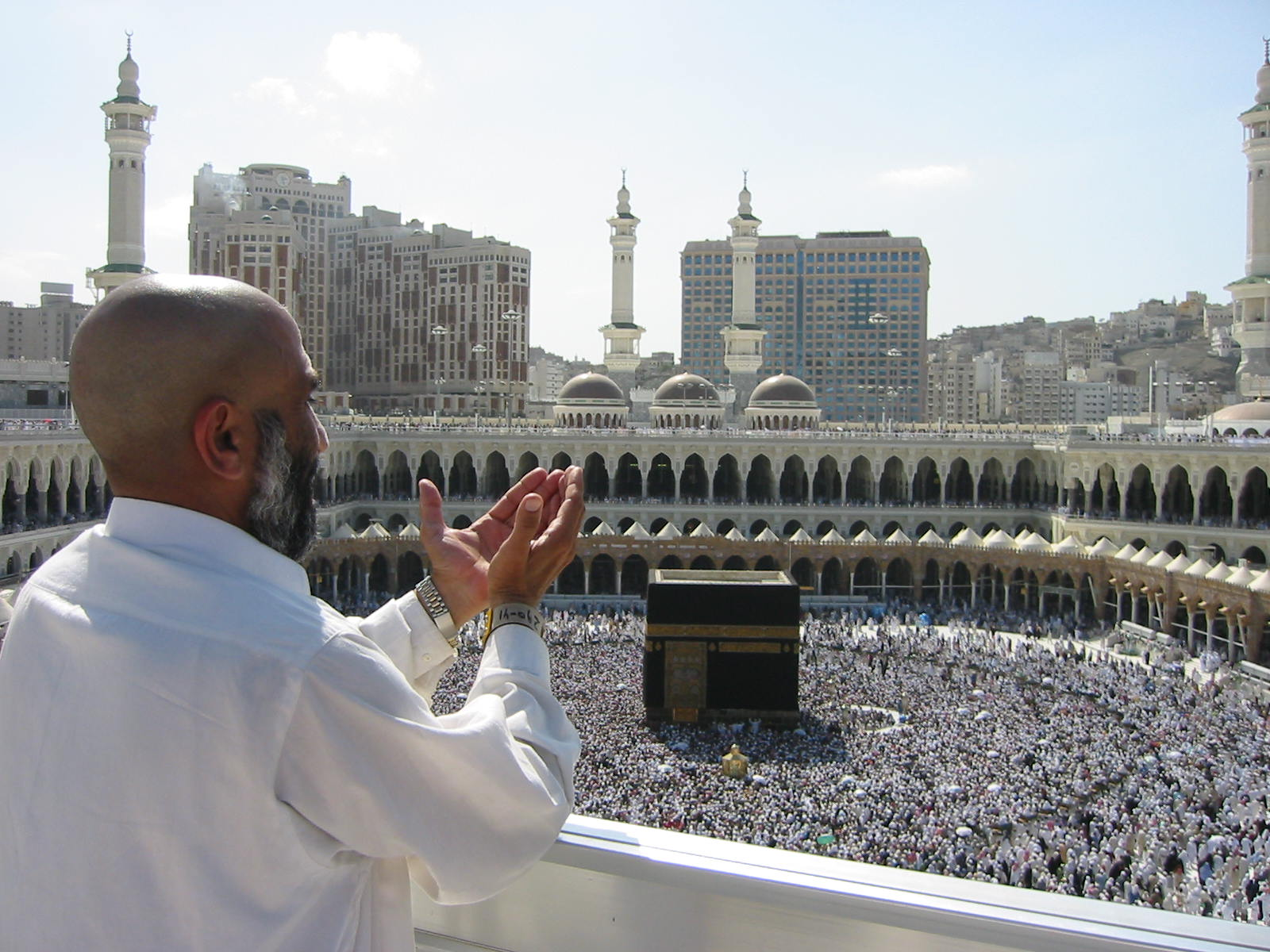
حاج عند الكعبة

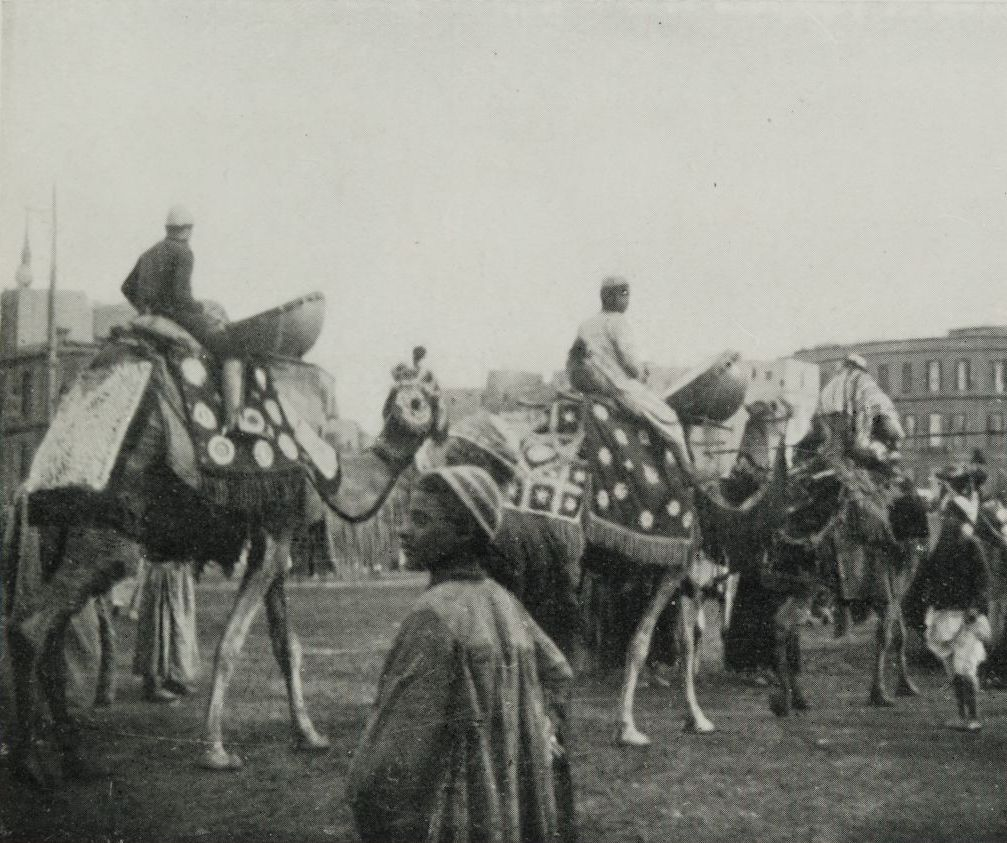
موكب من الجمال المزينة في طريقه لاستقبال أحد الحجاج عند عودته للقاهرة

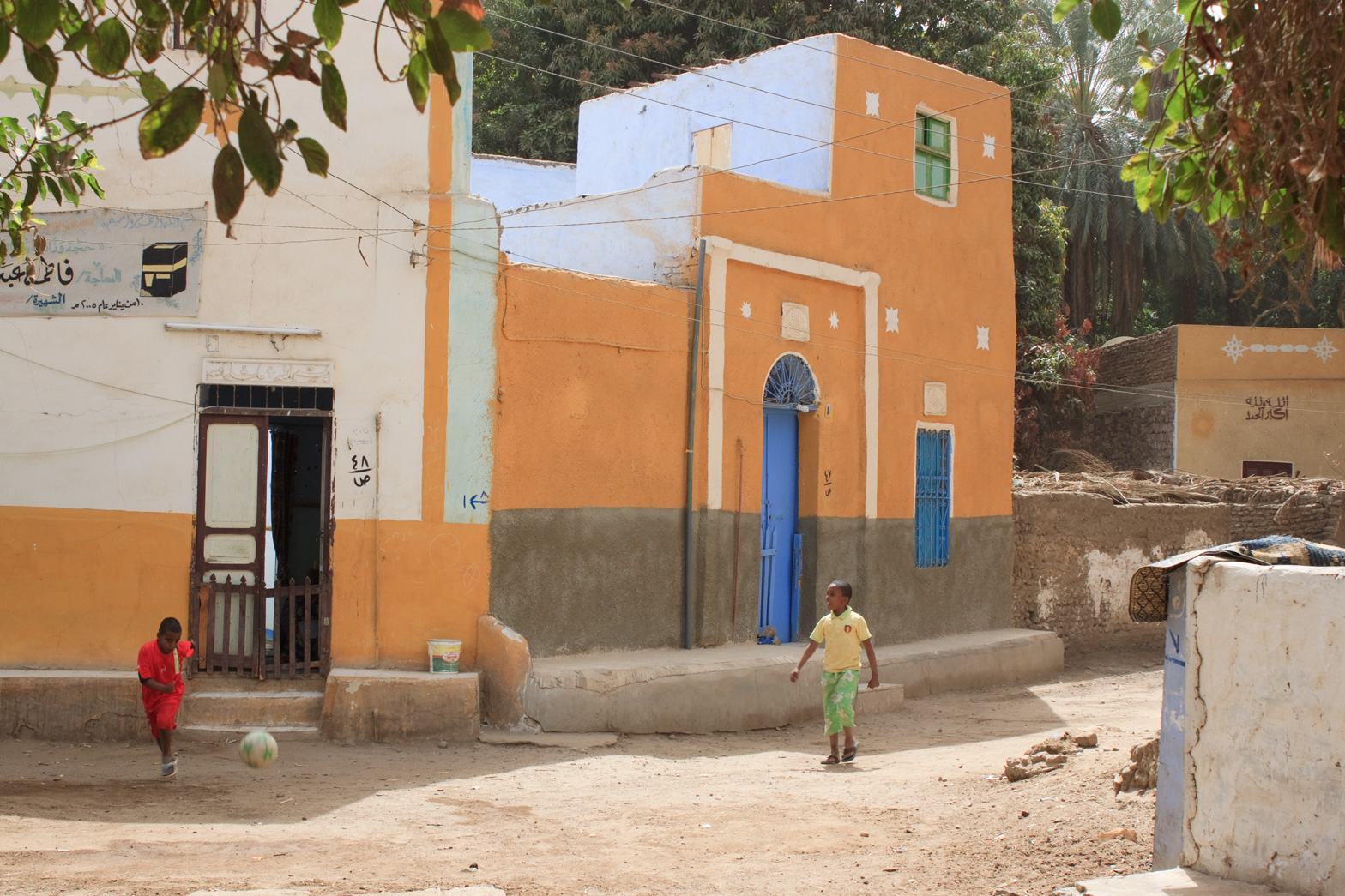
يُحتفى بالحاج في النوبة فيُرسم على جدار داره ما يصف رحلته للمارة

الحاج أو حجي، أو حاجي، أو حاج،هو مصطلح فارسي  للشخص الذي ذهب للحج. هو لفط تشريفي يُقال لمن سبق له إتمام فريضة الحج. اللقب مشتق من كلمة حج والياء للنسبة.